# その声消えないよ feat. Sunya
「その声消えないよ feat. Sunya」（そのこえきえないよ フィーチャリング スンヤ）は、fumikaの楽曲。fumika・Sunya・玉井健二・Jane Suが作詞、田中秀典が作曲を手掛けた。fumikaの4枚目のシングルとして2012年9月26日にアリオラジャパンから発売された。

## 解説
前作「隣にいたかった feat. WISE」から3ヶ月ぶりのリリースとなる、「涙ソング」3部作の第2弾。プロデュースは前作に引き続いて田中隼人が務める。
表題曲にはシンガーソングライターのSunyaがフィーチャリングで参加している。
本作は通常盤1種のみの販売となる。

## 収録曲
1. その声消えないよ feat. Sunya (4:53)
  - 作詞：fumika・Sunya・玉井健二・Jane Su 作曲：田中秀典、編曲：田中隼人
  - 日本テレビ系列『ゲーマーズTV 夜遊び三姉妹 〜今夜も上上下下左右左右BA〜』2012年9月度エンディングテーマ。
  - fumika本人の発言によると、失恋から立ち直ろうとする女性の心を題材とした楽曲で、「忘れたいけれど思い出にひたっていたい」という葛藤を描いているという[2]。
2. Superstar (3:42)
  - 作詞：田中秀典 作曲：飛内将大 編曲：田中隼人
  - フジテレビ系列『なまうま』エンディングテーマ。
3. その声消えないよ (fumika only Ver.) (4:53)
4. その声消えないよ (Backing Track) (4:51)

## 収録アルバム
- POP SISTER(#1)